# Kozlodui (sit SCI)
Kozlodui este o arie protejată (arie specială de conservare — SAC, sit de importanță comunitară — SCI) din Bulgaria întinsă pe o suprafață de 125,38 ha, integral pe uscat.

## Localizare
Centrul sitului Kozlodui este situat la coordonatele 43°47′06″N 23°36′35″E / 43.7849°N 23.6097°E.

## Înființare
Situl Kozlodui a fost declarat sit de importanță comunitară în martie 2007 pentru a proteja 2 specii de animale. Situl a fost protejat și ca arie specială de conservare în martie 2021.

## Biodiversitate
Situată în ecoregiunea continentală, aria protejată conține 1 habitat natural: Pajiști stepice panonice pe loess.
La baza desemnării sitului se află mai multe specii protejate:
- mamifere (1): hamster românesc (Mesocricetus newtoni)
- reptile (1): Elaphe sauromates

Pe lângă speciile protejate, pe teritoriul sitului au mai fost identificate 2 specii de plante, 2 specii de amfibieni, 5 specii de reptile.